# Мартия
Мартия — руководитель второго антиперсидского восстания в Эламе после воцарения Дария I.
Мартия, сын Чичикриша, был родом из Куганаки. По мнению многих исследователей, он был персом, хотя Д. Т. Поттс не исключает и его эламского происхождения. Исследуя изображение Мартии на Бехистунском барельефе, А. Олмстед отметил, что черты его лица не сохранились, при этом у Мартии «длинное одеяние, похожее на блузу с юбкой».
После гибели в 522 году до н. э. в результате заговора Бардии и восшествия на престол Дария I по всей Ахеменидской державе начались выступления против нового правителя. Мартия поднял восстание в Эламе, заявив, что является «Иманишем, царём Элама» — то есть Хумбан-никашем, успешно воевавшим с ассирийцами. Как отметил исследователь В. П. Орлов, в Бехистунской надписи Мартия первым среди предводителей других мятежей назван «maθišta» — военным вождём. При этом Мартия, в отличие от многих, не возводил свое происхождение к какому-либо знатному роду. Возможно, что ранее созданный межплеменной союз персидских племён стал разваливаться, о чём свидетельствует как выступление Мартии, так и другого перса — Вахъяздаты. Дарий в это время находился недалеко от Элама, поэтому жители, испугавшись его гнева, сами схватили Мартию и убили. Вероятно, речь здесь идёт о членах эламитской «kāra». Таким образом, и это волнение в Эламе окончилось без применения вооружённой силы, как предыдущее под предводительством Ассины. Дата выступления Мартии неизвестна, что может свидетельствовать о меньшей значимости этого события для Дария и его сторонников. Впоследствии в стране вспыхнуло новое восстание, которое возглавил Атамайта.